# Сущево (Борисоглебский район)
Суще́во — село в Борисоглебском районе Ярославской области, входит в состав Инальцинского сельского поселения.

## География
Расположено в 9 км на восток от центра поселения деревни Инальцино и в 8 км на юго-запад от райцентра посёлка Борисоглебский.

## История
Сельская каменная церковь с колокольней во имя Св. Троицы и св. Димитрия Солунского построена прихожанами в 1828 году. До этого существовала церковь деревянная, которая по причине ветхости в 1828 году была разрушена.
Долгое время церковь находилась в запустении, ожидая своего благотворителя. В 2015 году началось восстановление разрушенного храма под руководством настоятеля О. Александра Жестянникова. За 2 года церковь была практически заново построена, прошли крестные ходы, Божественная литургия, но 16 сентября 2017 года О. Александра не стало. После его смерти настоятелем стал О. Дмитрий Савин, который сначала совмещал окормление сущёвской церкви и службу в Подмосковной Балашихе, а позднее перебрался в Сущёво насовсем.
В конце XIX — начале XX село входило в состав Борисоглебской волости Ростовского уезда Ярославской губернии. В 1885 году в селе было 39 дворов.
С 1929 года село являлось центром Сущевского сельсовета Борисоглебского района, с 1954 года — в составе Андреевского сельсовета, с 2005 года — в составе Инальцинского сельского поселения.

## Население
| 1859 | 2007 | 2010 |
| ---- | ---- | ---- |
| 266  | ↘64  | ↘51  |

## Ближайшие города
| Ближайшие города    | Ближайшие города         | Ближайшие города           |
| ------------------- | ------------------------ | -------------------------- |
| Северо-запад: Углич | Север: Рыбинск           | Северо-восток: Ярославль   |
| Запад: Калязин      |                          | Восток: Ростов             |
| Юго-запад: Талдом   | Юг: Переславль-Залесский | Юго-восток: Юрьев-Польский |

## Достопримечательности
В селе расположена действующая Церковь Троицы Живоначальной (1828). Есть гостевой дом "Дом друзей" для туристов и паломников, спортивная площадка для футбола и баскетбола.

## Сущёво в культуре

### Фильмы
- «Уходя от шума и суеты» (2023) — документальный фильм Нины Жаровой[9].